# Eva Tamargo
Eva Tamargo (Bronx, Nova Iorque, 24 de dezembro de 1960) é uma atriz estadunidense de ascendência cubana, que fala espanhol e inglês fluentemente. Ela é mais conhecida pelo papel de Pilar Lopez-Fitzgerald em Passions e também pela telenovela Saints & Sinners, onde fez uma célebre participação. A atriz foi casada com Michael Lemus entre 1985 e 2003, e algumas vezes, passou a ser creditada como Eva Tamargo Lemus em seus trabalhos. Desta união, nasceram dois filhos, Matthew e Gabriela.

## Filmografia

### Televisão
- 2008 Passions como Pilar Lopez-Fitzgerald
- 2007 Saints & Sinners como Helen
- 1994 El Silencio de Neto como Elena Yepes
- 1994 Marielena como Cecilia